# Nebelhorn Trophy 2014
Nebelhorn Trophy 2014 – trzecie zawody łyżwiarstwa figurowego z cyklu Challenger Series 2014/2015. Zawody rozgrywano od 24 do 27 września 2014 roku w hali Eissportzentrum Oberstdorf w Oberstdorfie.
Wśród solistów triumfował Amerykanin Jason Brown, natomiast w rywalizacji solistek Rosjanka Jelizawieta Tuktamyszewa. W parach sportowych wygrali Rosjanie Yūko Kawaguchi i Aleksandr Smirnow. Tytuł w rywalizacji par tanecznych wywalczyli Kanadyjczycy Kaitlyn Weaver i Andrew Poje.

## Wyniki

### Soliści
| Poz. | Zawodnik            | Nota łączna | SP  | SP    | FS  | FS     |
| ---- | ------------------- | ----------- | --- | ----- | --- | ------ |
| 1    | Jason Brown         | 237,17      | 1   | 83,59 | 1   | 153,58 |
| 2    | Michal Březina      | 228,48      | 2   | 78,27 | 2   | 150,21 |
| 3    | Konstantin Mieńszow | 211,03      | 5   | 70,60 | 3   | 140,43 |
| 4    | Siergiej Woronow    | 210,05      | 4   | 71,29 | 4   | 138,76 |
| 5    | Elladj Baldé        | 196,78      | 3   | 71,73 | 5   | 125,05 |
| 6    | Alexander Johnson   | 191,41      | 6   | 69,20 | 6   | 122,21 |
| 7    | Alexei Bychenko     | 178,71      | 7   | 66,55 | 9   | 112,16 |
| 8    | Ivan Righini        | 177,89      | 8   | 62,18 | 7   | 115,71 |
| 9    | Liam Firus          | 172,54      | 9   | 58,42 | 8   | 114,12 |
| 10   | Ryūju Hino          | 155,70      | 12  | 26,16 | 10  | 106,71 |
| 11   | Danijjel Samochin   | 144,53      | 11  | 49,67 | 11  | 94,86  |
| 12   | Paul Fentz          | 141,80      | 10  | 51,77 | 12  | 90,03  |
| 13   | Alexander Bjelde    | 134,29      | 14  | 44,66 | 13  | 89,63  |
| 14   | Andrew Dodds        | 122,65      | 13  | 44,80 | 14  | 77,85  |
| WD   | Dienis Ten          | DNS         | DNS | DNS   | DNS | DNS    |

### Solistki
| Poz. | Zawodniczka              | Nota łączna | SP | SP    | FS | FS     |
| ---- | ------------------------ | ----------- | -- | ----- | -- | ------ |
| 1    | Jelizawieta Tuktamyszewa | 192,65      | 2  | 64,94 | 1  | 127,71 |
| 2    | Alona Leonowa            | 186,71      | 1  | 66,72 | 3  | 119,99 |
| 3    | Gracie Gold              | 182,31      | 3  | 61,82 | 2  | 120,49 |
| 4    | Brooklee Han             | 149,69      | 5  | 52,41 | 5  | 97,28  |
| 5    | Mariah Bell              | 148,48      | 6  | 50,72 | 4  | 97,76  |
| 6    | Juulia Turkkila          | 137,35      | 4  | 52,57 | 7  | 84,78  |
| 7    | Veronik Mallet           | 132,10      | 7  | 50,08 | 9  | 82,02  |
| 8    | Fleur Maxwell            | 131,22      | 9  | 44,81 | 6  | 86,41  |
| 9    | Camilla Gjersem          | 126,53      | 10 | 42,44 | 8  | 84,09  |
| 10   | Anna Ovcharova           | 122,79      | 8  | 46,61 | 10 | 76,18  |
| 11   | Julia Sauter             | 111,76      | 15 | 38,27 | 11 | 73,49  |
| 12   | Emilia Toikkanen         | 106,60      | 11 | 40,41 | 12 | 66,19  |
| 13   | Janina Makeenka          | 103,76      | 13 | 39,02 | 13 | 64,74  |
| 14   | Helery Hälvin            | 101,42      | 12 | 40,32 | 14 | 61,10  |
| 15   | Nelma Hede               | 95,23       | 14 | 38,73 | 16 | 60,66  |
| 16   | Aimee Buchanan           | 95,13       | 16 | 34,47 | 15 | 56,50  |

### Pary sportowe
| Poz. | Zawodnicy                              | Nota łączna | SP | SP    | FS | FS     |
| ---- | -------------------------------------- | ----------- | -- | ----- | -- | ------ |
| 1    | Yūko Kawaguchi / Aleksandr Smirnow     | 195,89      | 1  | 66,59 | 1  | 129,30 |
| 2    | Jewgienija Tarasowa / Władimir Morozow | 178,98      | 2  | 65,74 | 2  | 113,24 |
| 3    | Alexa Scimeca / Chris Knierim          | 166,10      | 3  | 55,29 | 3  | 110,81 |
| 4    | Vanessa James / Morgan Ciprès          | 164,15      | 4  | 55,18 | 4  | 108,97 |
| 5    | Vanessa Grenier / Maxime Deschamps     | 157,06      | 6  | 50,67 | 5  | 106,39 |
| 6    | Madeline Aaron / Max Settlage          | 143,85      | 5  | 51,80 | 6  | 92,05  |
| 7    | Narumi Takahashi / Ryuichi Kihara      | 134,59      | 7  | 46,83 | 7  | 87,76  |
| 8    | Amani Fancy / Christopher Boyadji      | 123,04      | 9  | 45,50 | 8  | 77,54  |
| 9    | Maryja Palakowa / Nikita Boczkow       | 122,12      | 8  | 46,37 | 9  | 75,75  |
| 10   | Paris Stephens / Matthew Dodds         | 87,24       | 10 | 31,09 | 10 | 56,15  |

### Pary taneczne
| Poz. | Zawodnicy                                     | Nota łączna | SD | SD    | FD | FD     |
| ---- | --------------------------------------------- | ----------- | -- | ----- | -- | ------ |
| 1    | Kaitlyn Weaver / Andrew Poje                  | 165,32      | 1  | 65,59 | 2  | 99,73  |
| 2    | Madison Chock / Evan Bates                    | 163,73      | 2  | 62,80 | 1  | 100,93 |
| 3    | Nielli Żyganszyna / Alexander Gazsi           | 147,10      | 3  | 58,67 | 4  | 88,43  |
| 4    | Kaitlin Hawayek / Jean-Luc Baker              | 142,31      | 4  | 53,11 | 3  | 89,20  |
| 5    | Élisabeth Paradis / François-Xavier Ouellette | 128,05      | 5  | 47,62 | 5  | 80,43  |
| 6    | Allison Reed / Vasili Rogov                   | 119,50      | 6  | 42,50 | 6  | 77,00  |
| 7    | Rebeka Kim / Kirill Minov                     | 107,81      | 10 | 38,61 | 7  | 69,20  |
| 8    | Yura Min / Timothy Koleto                     | 103,46      | 8  | 40,10 | 8  | 63,36  |
| 9    | Cortney Mansour / Michal Češka                | 101,09      | 7  | 40,15 | 9  | 60,94  |
| 10   | Lauri Bonacorsi / Francesco Fioretti          | 99,99       | 9  | 39,29 | 10 | 60,70  |
| 11   | Carter Marie Jones / Richard Sharpe           | 94,72       | 11 | 36,35 | 11 | 33,17  |